# Kiláda (Larissa)
Kiláda, en grec moderne : Κοιλάδα, est un village et un ancien dème du district régional de Larissa, en Thessalie, Grèce. Depuis 2010, il est fusionné au sein du dème de Larissa.
Selon le recensement de 2011, la population du dème compte 3 987 habitants, tandis que celle du village s'élève à 628 habitants.